# Te perdiste mi amor
«Te perdiste mi amor» es una canción interpretada por la cantante mexicana Thalía a dueto con el cantante estadounidense Prince Royce. Fue lanzado como el segundo sencillo oficial en Estados Unidos del Habítame siempre. El tema fue escrito por Prince Royce, Guianko Gómez y Jorge Luis Chacín, mientras fue producido por Prince Royce, "Yanko" Gómez y Efraín "Junito" Dávila.

## Música y letra
Es una típica bachata moderna mezclado con un ritmo up-tempo y un estribillo pegadizo. Lo interesante de la canción es el hecho de que incluye una copia Spanglish de un lado a otro, tanto por Thalía y Prince Royce en las letras recurrentes: "Quiero saber, sólo házmelo saber, ¿Cómo pudiste permitir que me fuera [... ] ¿Cómo pudiste llevarte mi amor? " y en algunas otras partes de la canción.
Dentro del folleto del CD del álbum de estudio Habítame siempre, Thalía citó algunos de sus pensamientos acerca de esta canción, diciendo: "Nunca es tarde para rectificar Cuando el destino está muy bien, y quiere recompensar, el perdón bueno y un gran amor será la recompensa". En general, la letra de la canción es acerca de un hombre o una mujer que se dedicó por completo a su pareja, pero su amor era algo poco apreciado. La última letra de la canción es muy optimista, sin embargo, en la última línea significa: "No sé lo que pasó con nosotros, ¿Por qué no intentarlo ... de nuevo?".
Para muchos fanáticos de Thalía, la canción les recuerda su colaboración con Romeo Santos en la canción "No, no, no", del álbum titulado El sexto sentido que se había convertido en un gran éxito en el año 2005.

## Video musical
El videoclip oficial fue lanzado el 5 de marzo de 2013 a través del canal VEVO de YouTube. Fue elaborado a partir del material del concierto promocional, producido por Emilio Estefan, que la cantante grabó en septiembre de 2012 y que la cadena Univisión emitió en noviembre.
El video muestra escenas de dicho concierto, pero combinadas con detrás de cámaras y momentos únicos del ensayo. Actualmente el video ya supera los 250 millones de visitas en YouTube.
Luego del videoclip oficial, Thalía lanzó en su cuenta oficial VEVO el video de la presentación en Premio Lo Nuestro,

## Desempeño comercial
En México, el sencillo digital de la pista había vendido más de 30.000 copias al 16 de febrero de 2013, siendo certificado como oro por AMPROFON y luego fue certificado como triple platino por ventas de 180.000 copias. En Venezuela el sencillo certificó 10.000 copias con lo que logró obtener por APFV certificado de platino.

## Versiones
- Descarga digital

1. "Te perdiste mi amor" (Álbum versión) – 3:40
2. "Te perdiste mi amor" (Radio Edit) - 3:38
3. "Te perdiste mí amor" (Jump Smokers Teletón Mix) - 3:40
4. "Te perdiste mí amor" (Jump Smokers Radio Edit) - 3:56
5. "Te perdiste mí amor" (Jump Smokers Extended Mix) 4:26

## Posicionamiento
| Lista (2013)                      | Mejor posición |
| --------------------------------- | -------------- |
| US Billboard Latin Rhythm Airplay | 1              |
| US Billboard Latin Pop Songs      | 3              |
| US Billboard Tropical Songs       | 7              |
| US Billboard Hot Latin Songs      | 4              |
| US Billboard Latin Digital Songs  | 19             |

## Presentación en directo
Thalía interpretó su canción con Prince Royce en un concierto especial de TV para su álbum Habítame siempre. Su actuación fue retransmitida por la cadena Univision en Estados Unidos el 18 de noviembre de 2012 y la red Televisa en México el 24 de noviembre de 2012.
Thalía fue nominada a Premios Lo Nuestro 2013 directo desde Miami. Allí mismo se presentó junto con Prince Royce para presentar completamente en vivo «Te perdiste mi amor», la presentación fue un éxito.

## Créditos
- Intérpretes: Thalía, Prince Royce
- Productor: Prince Royce
- Coproductores: "Yanko" Gómez, Efraín "Junito" Dávila
- Responsable de la producción: Héctor Rubén Rivera
- Grabación de ingeniero: Guianko "Yanko" Gómez
- Voz ingeniero: Pablo Arraya
- Arreglos: Efraín "Junito" Dávila
- Piano y keybords: Efraín "Junito" Dávila
- Guitarra: Steven Cruz
- Percusión: Raúl Bier
- Güira: Christopher "Chapo" Vegazo
- Bass: Christopher Mercedes
- Mezclado por: Alfredo Matheus
- (P) 2012 Sony Music Entertainment LLC EE. UU. América

## Certificaciones
| País      | Organismo certificador | Certificación | Ventas certificadas | Ref.  |
| --------- | ---------------------- | ------------- | ------------------- | ----- |
| México    | AMPROFON               | 3× Platino    | 180,000             | [ 9 ] |
| Venezuela | APFV                   | Platino       | 10,000              |       |